# 카즈모스
카즈모스는 대한민국의 음악 그룹이다. 2012년 1집 앨범 [그곳으로]로 데뷔했다.

## 음반
- 그곳으로 (2012)